# Морийн Джонсън
Морийн Джонсън (на английски: Maureen Johnson) е американска писателка, авторка на произведения в жанровете фентъзи, романтичен трилър и юношески любовен роман.

## Биография и творчество
Морийн Джонсън е родена на 16 февруари 1973 г. във Филаделфия, Пенсилвания, САЩ. Като единствено дете от малка чете мтого и мечтае да е писателка. Учи в католическа подготвителна гимназия. През 1995 г. завършва университета в Делауер със специалност английска филология. След дипломирането си работи на временни места като литературен мениджър на театрална компания във Филаделфия, после се мести да следва в Ню Йорк, където работи като сервитьорка и барманка в ресторант, секретарка, статист и редактор. Учи творческо писане и театрална драматургия в Колумбийския университет и завършва с диплома по изкуства.
Първият ѝ роман „The Key to the Golden Firebird“ (Ключът към Златната Жар птица) е издаден през 2004 г. Историята е за три сестри на различна възраст, които разбират и преживяват отделно смъртта на баща си, и техния път в живота след това.
Следват няколко нейни романа, сред които е „The Bermudez Triangle“ (Бермудският триъгълник), който е третира темата за хомосекуализма и предизвиква дискусия в обществото дали е подходящ за юноши.
През 2009 г. е издаден сборника ѝ, в съавторство с Джон Грийн и Лорън Миракъл, който става бестселър в списъка на „Ню Йорк Таймс“ за произведения за юноши. През 2019 г. книгата е екранизирана едноименния телевизионен филм с участието на Изабела Мерсед, Шамейк Мур и Одея Ръш.
Нейни поредици са „Малък син плик“, „Скарлет“, „Сенките на Лондон“. Става известна с учестието си във фентъзи поредиците „Хрониките на Бейн“, „Искрено коварен“, „Призраци от пазара на сенките“ и „Истории от академията за ловци на сенки“, заедно с писателките Сара Рийс Бренън и Касандра Клеър.
Нейни публикации има в „Ню Йорк Таймс“, „Бъзфийд“ и „Гардиън“, а също така е сценарист за компюнърните игри на EA Games.
Морийн Джонсън живее в Ню Йорк.

## Произведения

### Самостоятелни романи
- The Key to the Golden Firebird (2004)
- The Bermudez Triangle (2004)
- Devilish (2006)
- Girl at Sea (2007)
- Hello Cruel Heart (2021)

### Серия „Малък син плик“ (Little Blue Envelope)
1. 13 Little Blue Envelopes (2005)
2. The Last Little Blue Envelope (2011)

### Серия „Скарлет“ (Scarlett)
1. Suite Scarlett (2008)
2. Scarlett Fever (2009)

### Серия „Сенките на Лондон“ (Shades of London)
- Boy In The Smoke (2014) – предистория

1. The Name of the Star (2011)
2. The Madness Underneath (2012)
3. The Shadow Cabinet (2015)

### Серия „Искрено коварен“ (Truly Devious)
1. Truly Devious (2018)
Мистерия в „Елингам“, изд.: ИК „Ибис“, София (2019), прев. Стефан Георгиев, ISBN 978-619-157-308-0
2. The Vanishing Stair (2019)
Изчезващата стълба, изд.: ИК „Ибис“, София (2019), прев. Стефан Георгиев, ISBN 978-619-157-326-4
3. The Hand on the Wall (2020)
Ръката на стената, изд.: ИК „Ибис“, София (2020), прев. Александър Мишков, ISBN 978-619-157-346-2
4. The Box in the Woods (2021)

### Сборници
- Let It Snow: Three Holiday Romances (2009) – с Джон Грийн и Лорън Миракъл
„Историята на Джубили“ в „Сняг вали : три романтични истории“, изд.: „Егмонт България“, София (2014), прев. Силвия Желева, ISBN 978-954-27-1346-3
- Vacations from Hell (2009) – Либа Брей, Касандра Клеър, Клаудия Грей и Сара Млиновски
- The Bane Chronicles (2014) – сборник, със Сара Рийс Бренън и Касандра Клеър
Хрониките на Магнус Бейн, изд.: ИК „Ибис“, София (2015), прев. Боряна Даракчиева, ISBN 978-619-157-119-2
- Tales from the Shadowhunter Academy (2016) – сборник, със Сара Рийс Бренън, Касандра Клеър и Робин Васерман
Истории от академията за ловци на сенки, изд.: ИК „Ибис“, София (2016), прев. Вера Паунова, ISBN 978-619-157-179-6
- Ghosts of the Shadow Market: An Anthology of Tales (2019) – сборник, със Сара Рийс Бренън, Кели Линк и Робин Уосърман Касандра Клеър
Призраци от пазара на сенките, изд.: ИК „Ибис“, София (2019), прев. Вера Паунова, ISBN 978-619-157-320-2
- Shadowhunters Short Story Paperback Collection (2020) – със Сара Рийс Бренън, Касандра Клеър и Кели Линк

### Документалистика
- How I Resist (2018) – с Тим Федерле

### Екранизации
- 2010 Brotherhood 2.0 – документален тв сериал, 5 епизода, режисьор и продуцент
- 2019 Let It Snow